# Emmy Hiesleitner-Singer
Emmy Hiesleitner-Singer, geborene Emmy Singer (* 8. September 1884 in Voitsberg, Steiermark; † 12. Mai 1980 in Graz), war eine österreichische Graphikerin und Malerin.

## Leben
Emmy Singer wurde 1884 in der Steiermark geboren. Ihr Vater war Carl Singer († 1929 in Graz), Berginspektor in Zangtal bei Voitsberg, ihre Mutter Emma, geborene Steinlechner. Die Eltern boten ihr eine gediegene Ausbildung (außerhalb des damals für Frauen nicht zugänglichen Akademie-Betriebes) in Berlin, Graz, Wien, Dachau und vor allem München. Hier lernte sie beim damals berühmtesten Radierer im deutschsprachigen Raum, Oskar Graf aus Freiburg, vor allem Zeichnen und Radieren. Sie war eine der wenigen Künstler, die damals eine eigene Kupferplattenpresse besaßen.
Emmy Singer wurde zunächst bekannt als Illustratorin der drei Weststeiermark-Bücher von Hans Kloepfer, des Kinder- und Hausmärchenbuches von Viktor Geramb und einer Serie von großen Radierungen aus den Gletscherregionen des Alpenhauptkammes, wo sie sich beim Sturz von einem besonders gewagten Standort schwere Bruchverletzungen zuzog. Von 1913 bis 1916 arbeitete sie intensiv an der Entstehung des Steirischen Volkskundemuseums in Graz mit. 1926 heiratete sie den Bergingenieur Gustav Hiesleitner, mit dem sie (42-jährig) einen Sohn bekommt. Die Familie überlebt den Zweiten Weltkrieg in Graz. Späte Werke der Künstlerin (von Südosteuropa-Reisen, auf denen sie ihren Mann begleitet) sind im Österreichischen Ethnographischen Museum im Schloss Kittsee im Burgenland vorzufinden.
1972 wurde Emmy Hiesleitner-Singer Ehrenbürgerin der Marktgemeinde Semriach. Zu Lebzeiten wurde Emmy Hiesleitner-Singer mit über zehn Landes- und Bundes-Auszeichnungen sowie mit über zwanzig bedeutenden Ausstellungen geehrt. Seit ihrem Tod am 12. Mai 1980 fanden sechs Sonderausstellungen ihrer Werke statt. Ihres 25. Todestages gedachte das Landesmuseum Joanneum in Graz 2005 mit zwei Sonderausstellungen: ihre Bauernhofzeichnungen-Sammlung im Volkskundemuseum und Ortsansichten sowie Landschaften in der Neuen Galerie.